# Deltosoma xerophila
Deltosoma xerophila là một loài bọ cánh cứng trong họ Cerambycidae.